# Н’Диайе, Мамуту
Мамуту Н’Диайе (фр. Mamoutou N'Diaye; 15 марта 1989, Бамако, Мали) — малийский футболист, полузащитник. Выступал за сборную Мали.

## Клубная карьера
Родился в Бамако, где и начал профессиональную карьеру в клубе «Жанна Д’Арк». Н’Дийае — это центральный полузащитник, который также может сыграть на позиции центрального защитника. Он убедил бельгийский «Гент» в период тренировочных сборов, который он проходил в зимний перерыв сезона 2008/09. Свой дебютный матч за «Генк» он провёл 18 апреля 2010 года, против клуба «Зюлте-Варегем», где он вышел на замену Кристофу Лепуа. «Андерлехт» также был заинтересован в Мамуту, но он выбрал «Генк», потому что он будет иметь слишком много конкурентов в «Андерлехте», а также потому, что его агент хороший друг менеджера «Гента», Мишель Луваги. Сезон 2010/11 он провёл в аренде в «Монсе», за который в том сезоне провёл 31 матч и забил 1 гол. С 2013 года выступает за «Зюлте-Варегем».

## Карьера в сборной
С 2014 года выступал за сборную Мали. В 2015 году был включен в заявку сборной на Кубок африканских наций.

## Личная жизнь
Осенью 2014 года Мамуту официально женился на бывшей участнице конкурса Мисс Бельгия 2012, студентке факультета управления Гентского университета — Линдси Ван Геле, которая после замужества приняла ислам и взяла себе имя Аиша.